# Preisabfolgestrategie
Die Preisabfolgestrategie ist in der Betriebswirtschaftslehre und Preispolitik eine Preisstrategie, die allgemein davon ausgeht, dass sich der Preis für ein bestimmtes Gut oder eine bestimmte Dienstleistung in Zukunft – unabhängig von Inflation oder Kostendeckung – verändern wird. Pendant ist die Festpreisstrategie.  

## Allgemeines
Zur Festpreisstrategie gehören insbesondere die Hochpreis- und Niedrigpreisstrategie. Beide gehen davon aus, dass entweder dauerhaft ein hohes Preisniveau oder ein niedriges Preisniveau beibehalten wird. Dagegen sieht die Preisabfolgestrategie vor, dass künftig Preisveränderungen stattfinden werden, nämlich mit der Zeit sinkende oder steigende Preise für dasselbe Produkt oder dieselbe Dienstleistung.
Unter Preisabfolge ist die zeitliche Steuerung der Verkaufspreise über den gesamten Produktlebenszyklus zu verstehen.

## Preisstrategien
Unterschieden wird bei Preisstrategien meist zwischen Festpreisstrategie, Preiswettbewerbsstrategie und Preisabfolgestrategie:
| Preisstrategie            | Substrategien                                             | Bemerkungen | Strategie-Ziel                                              |
| ------------------------- | --------------------------------------------------------- | --- | ----------------------------------------------------------- |
| Festpreisstrategie        | Hochpreisstrategie Niedrigpreisstrategie Yield Management | hohes Preisniveau etwa bei Luxusgütern, Markenartikeln, Nischenprodukten niedriges Preisniveau etwa bei Massenprodukten, Verdrängungswettbewerb Preisdifferenzierung durch dynamisches Preismanagement etwa bei Fluggesellschaften | Qualitätsführerschaft Kostenführerschaft Kostenführerschaft |
| Preiswettbewerbsstrategie | Festpreisstrategie                                        | die Festpreisstrategie wird bei sich verändernder Marktentwicklung angepasst | Preisführerschaft                                           |
| Preisabfolgestrategie     | Abschöpfungsstrategie Penetrationsstrategie               | begonnen wird mit hohen Preisen, die sukzessive gesenkt werden begonnen wird mit niedrigen Preisen, die sukzessive erhöht werden                                                                                                   | Markteinführung von Produktinnovationen Markträumung        |

Angesprochen werden jeweils unterschiedliche Zielgruppen, so etwa bei der Hochpreisstrategie die Qualitätskäufer oder bei der Niedrigpreisstrategie die Schnäppchenjäger. Geraten Produkte/Dienstleistungen unter Preisdruck, so kann ebenfalls mit einer Preisabfolgestrategie reagiert werden.

## Arten der Preisabfolgestrategie
Aus der Tabelle geht hervor, dass sich die Preisabfolgestrategie aus den Arten Abschöpfungsstrategie (englisch skimming pricing) und Penetrationsstrategie (englisch penetration pricing) zusammensetzt. Die erstere legt bei Markteinführung ein hohes Preisniveau fest (den Abschöpfungspreis), so dass zunächst diejenigen Verbraucher „abgeschöpft“ werden, deren Zahlungsbereitschaft auf einen hohen Preis ausgerichtet ist und dadurch die maximale Konsumentenrente generiert werden kann. Später wird das Preisniveau sukzessive gesenkt, um auch die Kunden mit geringerer Zahlungsbereitschaft zum Kauf zu bewegen. Die Penetrationsstrategie geht umgekehrt vor und beginnt mit niedrigen Preisen, um möglichst hohe Marktanteile zu gewinnen; später werden die Preise sukzessive angehoben.

## Wirtschaftliche Aspekte
Durch Kostensteigerungen oder Inflation ausgelöste Preissteigerungen sind nicht Gegenstand der Preisabfolgestrategie; selbst bei Festpreisstrategien führen diese zu Preisveränderungen. Die Preisabfolgestrategie ist eine zeitliche Preisdifferenzierung, bei der die unterschiedliche Zahlungsbereitschaft der Verbraucher berücksichtigt wird. Bei zunächst niedrigen Preisen werden niedrige Gewinne erwirtschaftet, die sich später erhöhen. Dies trägt zur Erhöhung der Wettbewerbsintensität bei. Die Penetrationsstrategie erzielt anfangs hohe Gewinne und später entsprechend niedrige. Über den gesamten Produktlebenszyklus betrachtet, ist der Gesamtgewinn – ceteris paribus – bei beiden Strategien gleich hoch.